# ته‌ماکی زوشی

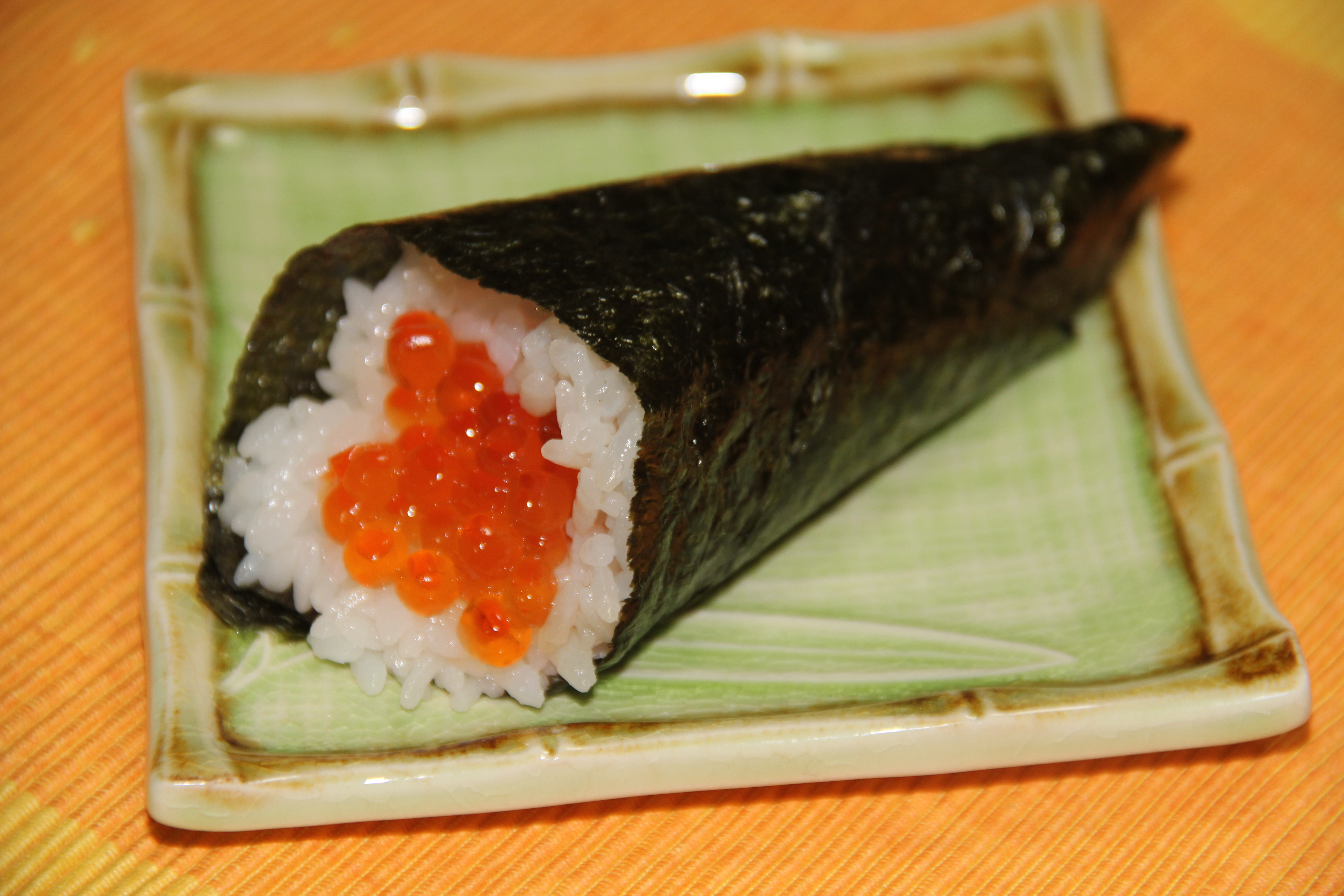
ایکورا ته‌ماکی زوشی

ته‌ماکی زوشی‌ (به ژاپنی: 手巻き寿司 てまき ずし temakizushi) یا سوشی دست‌پیچ یکی از انواع سوشی است. در این نوع سوشی مواد غذایی شامل برنج، و مواد دیگر یا به اصطلاح ژاپنی نتا در داخل یک جلبک دریایی به نام نوری قرار گرفته و به همراه یکدیگر به شکل یک قیف پیچانده می‌شوند. ته‌ماکی در رستوران‌های رسمی سوشی، به ندرت یافت می‌شود. این غذا بسیار محبوب است و در خانه، اغلب مورد استفاده قرار گیرد.
در سنت آشپزی ژاپنی، واژهٔ سوشی در واقع اشاره به برنج ویژهٔ آماده شده با طعم سرکه است که جزو اصلی همهٔ انواع غذاهای سوشی، اعم از نیگیری‌زوشی تا چیراشی‌زوشی را تشکیل می‌دهد. در ژاپنی، اصطلاح ماکی اشاره به هر نوع رول سوشی ترکیب شده با نوری است، و ته به معنای دست می‌شود. در واقع ته ماکی نوعی سوشی است که به جای استفاده از ابزارهایی مانند ماکی‌سو برای پیچاندن سوشی، تنها از دست استفاده می‌شود.